# Serjania pyramidata
Serjania pyramidata är en kinesträdsväxtart som beskrevs av Ludwig Radlkofer. Serjania pyramidata ingår i släktet Serjania och familjen kinesträdsväxter. Inga underarter finns listade i Catalogue of Life.